# Llandegfedd Reservoir
Llandegfedd Reservoir är en reservoar i Storbritannien.   Den ligger i riksdelen Wales, i den södra delen av landet, 200 km väster om huvudstaden London. Llandegfedd Reservoir ligger 85 meter över havet. Arean är 1,3 kvadratkilometer. Trakten runt Llandegfedd Reservoir består i huvudsak av gräsmarker. Den sträcker sig 1,9 kilometer i nord-sydlig riktning, och 1,5 kilometer i öst-västlig riktning.